# Philocheras gemmaceus
Philocheras gemmaceus is een garnalensoort uit de familie van de Crangonidae. De wetenschappelijke naam van de soort is voor het eerst geldig gepubliceerd in 2000 door J.N. Kim & Hayashi.